# 牙狼-GARO- 〜MAKAISENKI〜
『牙狼〈GARO〉 〜MAKAISENKI〜』（ガロ マカイセンキ）は、2011年10月よりテレビ東京系列で放送された連続テレビ特撮ドラマ。全24話+1SP総集編。

## 概要
雨宮慶太が原作・監督を担当する『牙狼〈GARO〉』シリーズのテレビシリーズ第2弾であり、テレビで新作放送された作品としては『牙狼牙狼〈GARO〉スペシャル 白夜の魔獣』以来約5年ぶりになる。総製作費は約10億円。
登場人物は主人公と相棒の指輪の他、第1期に登場した者たちだけでなくスペシャル版と映画版に登場した者たちも登場することが、放送開始前の記者会見などで告知された。
テレビ放送に先駆け、2011年9月24日よりシネリーブル池袋ほか全国5館で劇場公開された。
「MAKAISENKI」は漢字で綴ると「魔戒閃騎」となる。
2012年5月28日よりファミリー劇場でも放送が開始されたが、こちらは本編にミニ番組「at 魔戒指南 bar」を付加した特別版『牙狼〈GARO〉 〜MAKAISENKI〜 at 魔戒指南 bar』となっている。

### 制作
ファンの支持を実感できたことにより、映画『RED REQUIEM』にプラスして本作を制作することとなった。
完全新作で冴島家の末裔が主人公になる可能性があったが、小西遼生のスケジュールが確保できたため本作も冴島鋼牙の物語となった。雨宮慶太も、冴島鋼牙の物語でやっておきたい物語が1つあったため、それを軸に本作を制作している。
今作はバラエティーに富んだ作風になっており、一話完結で様々なテイストの話になっている。
本作のエンディング映像は、作品の世界観をそのまま繋げず、視聴者が次回もまた観るような抜け感のあるものとなっている。ただし、本編とリンクする要素を入れている。

## ストーリー
最強の魔戒騎士、黄金騎士牙狼の称号持つ男・冴島鋼牙は、使徒ホラーの討伐の功績により番犬所を束ねる守りし者の最高機関である元老院付きの魔戒騎士として認められ、魔戒法師・布道レオとともに元老院の神官・グレスの指令の下で、守りし者としてホラー狩りを続けていた。
ある日、いつものようにホラーを退治した鋼牙は、赤い仮面の男により破滅の刻印を刻まれてしまう。鋼牙は、戦友・涼邑零を筆頭にほかの魔戒騎士たちも、刻印を刻まれていたことを知る。破滅の刻印により自分の命を蝕まれ、痛みに耐えながらそれでもホラーと戦い続ける鋼牙たち。
やがて赤い仮面の男の存在は、魔戒騎士と魔戒法師の軋轢となり、守りし者全体を巻き込む騒動へと発展する。赤い仮面の男の目的は何か、そして彼の正体は何なのか。その答えは、鋼牙がかつて魔戒騎士の卵だった時代へ遡るのだった。

## 登場人物

### 過去作から続投する登場人物
冴島 鋼牙（）
黄金騎士牙狼の鎧を召還・装着して戦う青年。
使徒ホラー7体を全て殲滅した功績を讃えられ、元老院付きの魔戒騎士となった。数々の戦いを経て、魔戒騎士として無敵の存在になりつつある。かつての戦いで関わったカオルへ対する想いを深めている。ホラー・シガレインとの戦いの後、赤い仮面の男に“破滅の刻印”を刻まれてしまう。
数々の戦いを経て成長したことにより、現場の残留思念からホラーの能力・特徴を探れるようになったようである。
子供のころ、魔戒騎士になるため参加した修練場ではシロと呼ばれていた。第1期からコートの胸に付けられていた飾りは、ライゾンに襲われて命を失った修練場でのチームメイトたちのもので、当時の担当教官だったワタルから、ひとりひとりに渡された友情の証としての飾りであることが判明した。
赤い仮面の男こと布道シグマとは幾度と無くぶつかり合い魔導列車での決戦で破滅の刻印の発動を阻止するも力尽き、ギャノンに取り込まれイデアの核とされてしまうがカオルの愛と零やレオ、邪美、烈花など盟友たちとの絆によって救われる。
ギャノンを倒した後、全ての魔戒騎士たちの代表として元老院から祝福を受ける。しかしガジャリと交わした契約の代償として、ガジャリの体の一部を探すために約束の地へ旅立たなければならなくなってしまう。
そのことをカオルに告げるためにその夜カオルを呼ぶが屋敷から立ち上る邪気を感じ駆け込む、そこには全ての理想が潰え人としての安らかな死を拒み鋼牙に最後の戦いを挑まんとするシグマがいた。
シグマがムラサキであることを知る鋼牙は「ムラサキがホラーとなったなら俺が斬る」という約束を果たすため、またレオに兄を斬るという過酷な業を背負わせないために、シグマを斬ろうとしたレオを止めて浮上する冴島邸内でカオルを庇いながらシグマと激しく戦いこれに勝利する。
その後はカオルを牙狼の中へ連れていき全てを話し彼女とキスをした後、黄金の光の粒だけを残し白い翼で空高く舞い上がるようにして姿を消した。
魔導輪ザルバ
鋼牙が常に手に付けている、意思を持つ指輪。数々の激戦をガロと共に潜り抜けてきた鋼牙の戦友。
元々その眼は黒かったが、映画版以降は赤くなっている。
御月 カオル（）
鋼牙の想い人。画家を目指し修行中。鋼牙とは様々な出来事を経て、静かに惹かれ合いつつある。現在は出版社の忍田から絵本の制作を依頼されているが、絵本の結末に思い悩む一面が見られる。
17話で刻印の真実を知り、鋼牙の前では涙を見せないと決意、烈花にギャノンに取り込まれた鋼牙を救える唯一の存在として呼ばれ、彼女らと共にイデアの核へと乗り込み鋼牙を救い出した。
ギャノンとの戦いが終わりシグマと鋼牙の最後の戦いを見届けた後、牙狼の中で鋼牙から全てを話され、ザルバと鋼牙にキスをし、旅立っていく彼を泣きながら見送った。
その後「白い霊獣と仮面の森」という絵本を出版しそのサイン会を開いている。また、毎回エンディングで挿入されていた絵が描かれた、白い表紙に片方だけの羽根が描かれた自分用の絵を、バッグの中に入れサイン会などがあるときにも持ち歩いており、公園では感慨深げに眺めていた。
倉橋 ゴンザ（）
冴島家に仕える執事。以前より打ち解けた鋼牙とカオルのことを気にかけている。烈花たちが鋼牙を救うためにカオルをイデアの核へ連れて行くと聞いたときはカオルの身の安全を案じ、激しく感情を露わにして彼女らを止めたが、カオルの思いを聞いてそれを認めた。
その後はレオと共に散り散りになった冴島邸の残骸からカオルの絵を探し、それを見つけた際には共に歓喜の表情を浮かべていた。
涼邑 零（）
かつて鋼牙が担当していた東の管轄を担当する魔戒騎士。白銀の鎧を召還・装着し、銀牙騎士ゼロとなって戦う。
第3話の終盤にて鋼牙とレオから号竜コルトを受け取るために登場し、鋼牙と同様に“破滅の刻印”を刻まれたことを明かした。今作では盟友（パートナー）として共闘する場面が多く、第6話や第8話、第12話など、鋼牙ではなく零が主役としてホラーを狩る姿を描いた話もある。その他、零には毒が効かないことや、極度の甘党になったわけも今作で明らかにされた。
人の感情の機微をよく理解し、自身ができうる範囲内で精一杯全力を尽くすのだが、彼がメインとなる話は関係者たちが報われない結末を辿ってしまうことが多い。それでも心折れることなく、魔戒騎士としての務めを果たしていく。
自身の辛い経験もあってか、ギャノンに触れその中に取り込まれた鋼牙の安らかな顔を見た時、鋼牙はホラーと戦うことに疲れたんだと弱音を吐くが、カオル、烈花、レオから、かつて鋼牙が告げた言葉を思い出し、再び魔戒騎士として立ち上がる。
鋼牙を救うためにイデアの核へ乗り込むカオルと邪美、烈花を守るためレオと助っ人に入ったワタルと共に号竜人と交戦、その後イデアの核が動き出し、それを追って真魔界に突入、イデアの玉座でレオとワタルと共にシグマと激しく戦う。
ギャノンを倒した後も変わらず騎士として番犬所からの指令を受け戦っている。
魔導具シルヴァ
零が常に身に付けている意思を持つペンダント。数々の激戦をゼロと共に潜り抜けてきた零の戦友。今作では思い悩む零を励ますような描写が見られる。スペシャル以降は左のグローブの甲に付けられている。
邪美（）
鋼牙の幼なじみの魔戒法師。「暗黒魔戒騎士篇」では1度死んでしまったが、『白夜の魔獣』で鋼牙の尽力で復活。零や翼たちと共にレギュレイス討伐に人力した。
第13話にて鋼牙からの依頼で再び鋼牙と再会。体内の仙水が澱んでしまい、赤く燃え上がり苦しみ出したザルバを修理するために協力する。その際、同じ魔戒法師である赤い仮面の男の襲撃を受けたため、同じく魔戒法師であるレオと組んでいる鋼牙に、あまり魔戒法師を信用しないよう警告している描写がある。
以前と同じく魔導筆や魔導八卦札による巧みな術のみならず、赤い旗や赤い扇子を武器として使ったり、バルチャスの駒を使って魔導馬・轟天を召還し、自ら操るなど、さらに磨きのかかった戦闘力は今作でも発揮されており、強大な力を持つ赤い仮面の男と互角に渡り合った。
ギャノンに取り込まれた鋼牙を救おうとする零、レオ、烈花のもとに「騎士が二人なのに法師が一人では心細い」と言って駆けつけ、イデアの核へ乗り込み、ホラーの骸に取り込まれないための金色の術という術を使いギャノンの骸内に突入。
それを阻止せんと追跡してきたギギと激しく戦うが烈花と共に放った術でギギを打ち破る。ギャノンの復活で人間界に出現したホラーとも戦い、駆けつけた魔戒法師たちと共に珀岩の谷から戦う魔戒騎士たちの援護をしていた。
ギャノンを倒した後は烈花と共に修行の旅へ出ている。
山刀 翼（）
白夜騎士打無として閑岱を守護する男。鋼牙たちと共にレギュレイスと戦った戦友。
第14話で闇に堕ちたとされる魔戒騎士ワタルの捕獲・討伐のために弟子の日向を連れて登場。翼もまた“破滅の刻印”を刻まれており、身体は既に限界に来ている。そのせいか、心配するレオに対して以前のような冷たい態度でレオをけなすような発言までしてしまう。
刻印が消えた後、イデアを乗っ取り復活したギャノンに苦戦する鋼牙たちの元へ駆けつけ、鋼牙や零と共に魔導馬を召還しギャノンに立ち向かう。
ギャノンを倒した後は修練場で導師としてワタルと共に子供たちを指導している。
魔導具ゴルバ
翼が腕に付けている意思を持つ腕輪。老人のような口調。
烈花（）
かつて使徒ホラーの一体、魔鏡ホラー・カルマとの戦いで鋼牙と共に戦った魔戒法師。
魔導筆と体術に加えて魔界竜の稚魚を大量に操りホラーと戦う。赤い仮面の男によって解放されたホラー・セディンベイルを追う途中で鋼牙と再会し、協力してセディンベイルを捕らえる。
冴島家で出会ったカオルとは当初は反りが合わなかったものの、鋼牙の破滅の刻印を知ってなお気丈に振る舞う姿を見て彼女の強さを認めている。
鋼牙がギャノンの骸に取り込まれた時には、術で光る玉を出現させ、その上に乗り飛行して救出へ向かった。骸の中で鋼牙を見つけ呼びかけるも激しく拒絶され、鋼牙を救えるのはカオル一人とカオルを魔界竜の稚魚で呼ぶ。
鋼牙を救うためカオル、邪美と共にイデアの核へ突入、追跡してきたギギと激しく戦うが邪美と放った術でギギを倒した。邪美への対応から、邪美には敬意を払っていることが窺える。
ギャノンを倒した後は邪美と共に修行の旅へ出ている。
シグト
烈花と同じく魔鏡ホラー・カルマとの戦いで鋼牙と共に戦った魔戒法師。赤い仮面の男の言葉に惑わされるも、烈花に力尽くで目を覚めさせられたりと相変わらず彼女に頭が上がらないようである。
ギャノンの結界により無数のホラーが珀岩の谷へ現れた時は多くの魔戒法師と共に駆けつけホラーに襲われていたカオルとゴンザを窮地から救った。
本作品ではかつての師であるアカザの魔導筆を常に携えている。

### 今作からの登場人物

#### 主要人物
布道 レオ（）
元老院付きの魔戒法師。魔戒獣・号竜を発明した天才で、「阿門（あもん）法師の再来」とも呼ばれている逸材。
号竜の登場により下級ホラーなら法師でも容易く封印できるようになった。ただし本人は号竜の顔がかわいくなく、あまり気に入っていない模様。魔導具を多数収納し、トランクとして持ち運べる魔導机を用いてホラーの能力・特徴・居場所を探ったり魔導具を修理したりすることができる。
若さゆえの思い込みや我儘の激しさや判断力の乏しさはあるが、有り合わせの材料で即席の魔導陣を作り出して大規模な結界すら展開するなど、元老院付きの名に恥じない才能と実力を持っており、単独での戦闘力も優れている。グレスの命令で鋼牙と共に行動するが、過去の素性は不明。魔戒騎士並みの剣の腕を持つが、なぜか鋼牙にはそのことを知られたくないらしい。
カオルの姿に大切な女性でもあった、兄の恋人・ミオの姿を重ねているらしく、特別な思いがあるのかよく懐いている。
第16話でしばらく皆と会えなくなると言ってカオルに別れを告げたあと魔戒法師の系譜からその名を抹消して姿を消す。赤い仮面の男の正体であると思われたが、第18話で赤い仮面の男こと布道シグマの双子の弟にして閃光騎士狼怒（後述）の継承者であることが明らかになり、全ての真実を鋼牙と零に話した。シグマに鎧を譲渡しようとした際には、魔導筆を魔戒騎士の剣へと変化させて狼怒の鎧を召還していた。
シグマを追い単身魔導列車へ乗り込み、彼を説得しようとするものの破滅の刻印を刻まれたことで決別し、それ以来「兄さん」だった兄の呼び名を「シグマ」と改め彼と激しくぶつかり合う。
ギャノンとの戦いが終わった後、鋼牙と共に冴島邸へ帰るが、屋敷から立ち上る邪気を感じ鋼牙と共に乗り込もうとするが結界によってはじかれ、浮上する冴島邸になんとかしがみつき、窮地に陥ったカオルを助けシグマへと斬りかかる。
しかしその一撃は鋼牙によって止められ、浮かび上がった冴島邸の残骸の上で二人の戦いの決着を見届けることとなった。シグマによって託された筆によって落下する冴島邸から生還する。
魔導輪エルバ
レオの魔導輪であると同時に、閃光騎士狼怒の継承者であることの証。
ザルバを豪奢にしたような形状で、老婆のような話し方をする。レオが騎士としての素性を明かすまでは革袋の中に仕舞われていた。
四十万 ワタル（）
第14話で登場した元老院付きの魔戒騎士で、雷鳴騎士バロンの称号を持つ。
鋼牙と同じタイプの魔戒剣を使うが、色は青で、騎士としての紋章である菱形の刻印が刻まれている。不穏な動きをする魔戒法師を探索している最中、赤い仮面の男に“破滅の刻印”とは違った別の刻印を刻まれてしまい、2つの人格に分裂して、鋼牙と翼に救われた。かつては修練場の導師を務めており、少年時代の鋼牙たちに「決して仲間を見捨てず、可能性があるかぎり諦めるな」という教えを与えていた。
22話で鋼牙を取り戻すために号竜人と戦う零とレオのもとに「鋼牙には借りがある」として参戦、そのまま真魔界へ行きレオと零と共にシグマと戦う。
復活したギャノンや無数のホラーとも戦ったがギャノンの攻撃から零を庇い戦闘不能に陥るも、生還。
ギャノンを倒した後は修練場で教官として翼と共に子供たちを指導している。
魔導具ウルバ
ワタルをサポートする手鏡状の魔導具。中央部に一つ目の本体が棲んでおり、子供の声で話し掛ける。邪念を感じ取る能力を有していて、劇中では不穏な動きを見せる魔戒法師を見分けるために使用している。
グレス
元老院の神官。白いドレスを着た女性の姿をしている。位の低い者では謁見することさえ許されない上級の神官とされる。
ラテス
元老院付きの魔戒法師。元老院の中でも高い地位にいるが、傲慢でイヤミな性格であるがゆえ、嫌う者も少なくない。『霊獣の毛皮を下界の魔戒法師へ手渡す儀式』の際にシグマの妨害を受けるが、その後、彼の思想に共鳴し、他の魔戒法師を反騎士派へと扇動していた。
ギャノンを制御するため元老院から霊獣の毛皮を奪い、追跡する鋼牙を術や号竜人、金属球状の号竜を使い振り切り、赤い仮面の男に霊獣の毛皮を渡し賛同する魔戒法師たちの筆を見せるも、その傲慢さゆえの勘違いから騎士と同じ不要な存在として赤い仮面の男に背後から剣で刺され絶命。持っていた魔導列車の鍵を奪われた。
ガジャリ
大魔導輪。
第14話で魔界文字のような姿と声のみ登場。元老院付きでありながら闇に堕ちた魔戒騎士・四十万ワタルの捕獲・討伐を命じられた鋼牙を呼び出し「一筋の光があれば宇宙の闇も照らすことができる」と助言を与えたが、ザルバによれば味方ではないらしい。また「人もホラーも同じ」認識でもあり、「騎士も法師も関係ない」と言う。
鋼牙とある契約を交わし、願いにより鋼牙の肉体と魂を魔導列車内へと転移させた。なお、ガジャリは生と死に関する頼みには関われない。
鋼牙と交わした契約というのは「約束の地にある自身の肉体の一部（嘆きの牙）を探しだしてもらう」ということ。
映画『蒼哭ノ魔竜』によればガジャリはヒトでもホラーでもない大いなる存在だが、ヒトと契約したことが魔戒騎士の誕生に繋がったとのこと。ガジャリは数百年の間だけ人界のために存在すると約束したが、そのために必要な嘆きの牙が時空の狭間で消滅してしまい、その牙を取り返さないと人界と魔界の均衡が崩れ、人界はホラーの世界となってしまうという。つまり、ガジャリの均衡を守ることは、人界と魔界の均衡を保つことにも繋がる。
- 『RED REQUIEM』に登場したカルマと同様に絶えず形が変わっていくコンセプトだったが変更となり、周囲に蠢く筆文字はその名残りとなっている。

赤い仮面の男（）/布道 シグマ（）
鋼牙や零を含める魔戒騎士たちに“破滅の刻印”を刻んだ謎の人物。口元以外を緑色の目を持つ不気味な赤い仮面で覆い隠している。
魔戒法師を名乗り、その目的は全ての魔戒騎士を淘汰して、昔のように魔戒法師がホラーから人々を守るために戦うようにすることだと鋼牙に語っている。
『暗黒騎士鎧伝』でその存在が仄めかされていた太古のホラー・ギャノンの骸を盗み出した張本人であり、その骸に秘められた力を使って己の計画を実行すべく暗躍していた。そのためにザルバたちでも解読できない旧魔界文字で書かれた石版を解読するべく、セディンベイルを魔導書から復活させた（詳細は後述）。第16話でレオと瓜二つの素顔が暴かれ、鋼牙と零を驚愕させた。
赤い左腕を切り離して自由に操ることができ、切り落とされてもギャノンの骸に差し込むことで再生できる。その他にも多彩な魔戒の術と魔戒剣に変形する魔導筆を使いこなし、剣の腕や体術でも鋼牙と互角の実力を見せる。
第18話では紅蓮の森の珀岩の谷でラテスを殺害して魔導列車の鍵を奪い取り、ラテスを追って来た鋼牙を完成版の鉄騎二体で葬ろうとするが、レオに阻まれた。
その正体は閃光騎士狼怒を代々継承してきた家系に産まれたレオの双子の兄。双子でありながらレオよりはるかに優れた資質を持つも父から狼怒の鎧の継承を許されず家を出奔。父の死から3年後彼を追って再会した恋人の魔戒法師・ミオと共にレオの元へ帰り、人間がホラーに怯えることの無い世界を実現する究極の魔号竜イデアの建造を誓い合う。
それから彼はミオと共にイデアについて魔導書を探り、イデアの核となるギャノンの骸を見つけ出す。イデアが人間を燃料とすると知りながらも「人間を守るためには少数の犠牲は仕方がない」とその建造を強行し、そんな彼を恐れ、ギャノンの骸を破壊しようとしたミオを殺害。
ミオが裏切ったと邪推し、その無念と怒りからギャノンの骸よりその左腕と赤い仮面を得て、「いらない存在」である魔戒騎士を抹殺するためにレオを除く全ての魔戒騎士に刻印を打ち込んだ。そして第19話で破滅の刻印を刻まれた全ての魔戒騎士に対して刻印の発動を宣言すると共に「鎧を返還せよ、応じなかった騎士は黄金騎士牙狼の称号を受け継ぐ冴島鋼牙と共に滅びるがよい」と脅迫し、元老院に集結した魔戒騎士たちを結界に閉じ込めて、全滅させようとした。
子供のころから優れた術の才能を持っており、光矢流星や紫色をした光の粒を残し瞬間移動する術も使用していた。実は子供のころに修練場での修行に参加しており、そこではムラサキと呼ばれていた。ライゾンに襲われた際にアカネを庇って喰い殺されたと思われていたが、実際には瞬間移動の術で逃げ延びていた。右腕に傷跡があり、第21話でその傷跡があるのを鋼牙に気付かれ、彼を驚かせた。
イデアのコア内部で人間界の汚れた思念を洗い流し（この時仮面に二本の角が生えた）に真魔界でイデアを完成、イデアのコアを追った零、レオ、ワタルと交戦する中、魔力が尽きギャノンから力を得ようとしたが逆に取り込まれてしまった。
光矢流星を受け爆発するギャノンの体内から脱出、全ての理想が潰えた彼は人として安らかな死を迎えることを拒み鋼牙と最後の決着をつけるべく冴島邸へ乗り込みカオルを人質にする。
邪気を感じ駆けつけた鋼牙に自分の身体が後数時間で朽ちることを明かし、術により結界を張り冴島邸を空中に浮上させ、浮上する邸内で屋敷を破壊しながら鋼牙と激しい戦いを繰り広げるがこれに敗れ、致命傷を負う。
その時、彼の放った最後の一撃が鋼牙の胸のお守りを切り離し、宙を舞ったお守りを見て鋼牙がかつて修練場で共に戦ったシロであったことを悟り、穏やかな顔でレオに筆を託し、息を引きとった。
シグマの登場シーンや戦闘シーンでは、15話の修練場で歌われていた歌が禍々しくアレンジされたテーマ曲が使われている。
ギギ
赤い仮面の男に従う使い魔。花冠を被って常に無表情であり、言葉を発することが無い。布道シグマによって連れ去られ、「守る価値のない要らない人間」としてイデアの実験のために命を奪われた女性が使い魔に改造された、成れの果てである。
鋼牙を救うことを阻止せんとギャノンの骸へ突入した邪美や烈花と激しく交戦し、毒鱗粉や3体のギギルへの分裂を駆使して彼女らを苦しめるも二人が力を合わせて放った術を食らい、消滅する。

#### その他
忍田 諒一（）
カオルに絵本の制作を依頼している出版社の社員。カオルの描いた壁画を見て、彼女に絵本の制作を薦めた。第17話でセディンベイルによって操られて、カオルを襲うが烈花と鋼牙によって解放される。その後は意識が戻らないまま入院中。
大村（）
カオルに絵本の制作を依頼している出版社の社員。入院した忍田に変わってカオルの絵本の担当を務める。
ヤマブキ
修練場での修行に参加していた子供の一人で、シロこと鋼牙のチームメイトであった少年。鋼牙たちのチームのリーダーであった。左の太ももに傷跡がある。ライゾンの襲撃の際に、クロと共にライゾンに喰い殺された。
アカネ
修練場での修行に参加していた子供の一人で、ヤマブキと同様に鋼牙のチームメイトであった少年。腹に十字型の傷跡がある。チームのメンバーの中では一番幼く、最初のころは修行の厳しさについていけずによく音を上げていたが、仲間たちに励まされながら頑張り続けていくうちに心身ともに強くなっていった。ライゾンの襲撃の際に、鋼牙の目の前でライゾンに喰い殺された。喰い殺される寸前まで夢をあきらめなかった。
クロ
修練場での修行に参加していた子供の一人で、鋼牙たちのライバルのチームのリーダーであった少年。修行に参加していた子供たちの中では一番強く、ヤマブキから冴島家の子供ではないかと噂されていた。最初は鋼牙たちのチームを見下していたが、後に鋼牙に対して一目置くようになる。ライゾンの襲撃の際に、ヤマブキと共にライゾンに喰い殺された。
布道 ゴウキ（）
シグマとレオの父で先代の狼怒。修練場から死んだフリをして逃げ帰ってきたシグマでは「魔戒騎士として誰も守れない」と判断し、レオに狼怒の称号を継承させ鍛えさせるも3年後に病死。
ミオ
シグマの恋人だった女性の魔戒法師で、レオにとっても大切な存在だった。
イデア発動のために人間たちを生贄にし続けるシグマを止めようとするも思い実らず彼に殺害されてしまう。
多賀城 信義
妻と2人の息子を持つ中年の魔戒騎士。鎧を返還するしないで争っていた魔戒騎士たちに対し剣を降ろすように促していた。普段は我が子に剣の指導をしており、破滅の刻印により意識が朦朧としていた際には、鋼牙により家族の写真が入ったペンダントを握らされ、励まされた。
ギャノンと戦う鋼牙たちへの助っ人として参戦し、鎧を召還した大勢の魔戒騎士の一人。

## 関連用語

### 魔戒騎士
黄金騎士・牙狼（）、銀牙騎士・絶狼（）
テレビシリーズ第1作で初登場した魔戒騎士の鎧。詳細は牙狼-GARO-#魔戒騎士を参照。
白夜騎士・打無（）
『白夜の魔獣』で初登場した魔戒騎士の鎧。詳細は牙狼-GARO-スペシャル 白夜の魔獣#魔戒騎士を参照。
魔導馬・疾風（）
本作で初登場した白夜騎士・打無の魔導馬。他の魔導馬と比べると雅なデザインになっている。
雷鳴騎士・破狼（）
本作から登場する魔戒騎士の鎧。四十万ワタルが群青の鎧を纏った姿。瞳の色は赤。鎧は肩や腕、膝など、各所に棘や刃の意匠が施されている。腹部にある紋章は菱形で、邪悪な人格に操られていた際はアメジストのような輝きを放っていた。魔戒剣は柳葉刀のような大きな反りを持つ幅広の片刃の曲刀である雷鳴剣になる。鎧召還の動作は自身の腰の周囲に円を描く。また、パチンコ版には、魔導馬震月（）が登場する。
閃光騎士・狼怒（）
本作から登場する魔戒騎士の鎧。布道家に代々伝わる鎧。布道レオが金の縁取りが施された薄紫色の鎧を纏った姿。前方に大きく湾曲した角状の装飾は、狼のそれよりも牛の両角の形状に近く、頭突きにも用いる。広刃の曲刀に変化した魔戒剣を振るい、蹴りを牽制に両手で剣を持って戦い、剣を構えたままドリルのように突進する離れ業を披露した。また、全編を通してCGでのみ登場している。
鋼（）
本作から登場する魔戒騎士の鎧。多賀城信義ら称号を持たない一般の魔戒騎士たちが金、銀、あるいは銅色の鎧を纏った姿。狼のような意匠の兜などデザインが統一されており、鋼牙らの鎧と比べると装飾性が乏しい。牙狼剣とほぼ同型の長剣を使用。

### 魔戒法師
号竜（）
『RED REQUIEM』で初登場した魔戒獣。本作で天才魔戒法師・布道レオが開発したことが明かされた。
普段はアタッシュケースのような形をしているが、ハンドルを回すことで1メートル程度の2脚の竜に似た姿へと変形する。
自意識を持っており自律行動もできるが、魔戒法師が魔導筆によって操作することで真価を発揮し、いままで魔戒法師では難しかったホラーを封印するという行為を容易にする。ただし、下級ホラーに限定される。口から魔導火の火球を放つ。
今までの魔導具と同じようにホラーを利用して作られているため、使い方次第ではホラーとしての本能に目覚めて人間を襲ってしまうという危険性も持つ。
パチンコには、大号竜（）という規格外の大きさの号竜が登場した。
コルト
レオが作った最高傑作の号竜。
今までの号竜よりメカニカルなデザインをしており、性能面でも優れている。東の管轄へ納品される予定だったが、途中で襲ってきたホラーとの戦いでレオが血を与えたことによって、人間の血を求めるホラーとしての本能が呼び起こされてしまう（ホラー化した際の詳細は後述）。
ホラー化が解かれた後はレオにより修復され、予定通り東の管轄へ納品された模様。零によるとよく活躍しているようである。
号竜人
第13話で赤い仮面の男/布道シグマが使用した、宝玉の森の中にある巡命の滝に流れる仙水の力で強化した人型の号竜。別名「号竜人・隠」。
竜のような姿をしていた普通の号竜とは異なり完全な人型をしており、鏡のような仮面を被っている。劇中では4体登場し、邪美を連携攻撃で追い詰めたが、全て破壊された。
16話以降からシグマの尖兵として主に足止め要因に使われている。破壊されると強固な結界を放ち敵を閉じ込めるタイプや外装を解いた本体だけで動き、刃状の足でスケートのように滑走し、腕についた刃で攻撃を繰り出す新型の「号竜人・漸」などが現れた。
イデアがギャノンによって乗っ取られた後、ギャノンの下僕として無数の号竜人が産み落とされ、ギャノンを破壊しようとする鋼牙たち魔戒騎士と戦った。
リグル
第16話でシグマが鋼牙と零を葬るため自ら搭乗して使用した、人間とホラー、二つの顔を持つ搭乗可能な大型号竜。
前腕にある剣を振るう像や、口から吐く拘束光輪、火球と再生能力で牙狼と絶狼を追い詰めたが、魔導馬を用いた連携攻撃で弱点である頭部を突かれ、破壊された。
イデアがギャノンによって乗っ取られた後、1匹がギャノンの下僕として産み落とされたが翼に両断され破壊された。
イデア
ギャノンの骸を核とし、発動すれば出現する全てのホラーを瞬時にゲートごと消滅させる究極の号竜にして最強最後の守りし者。
自動的にホラー出現を察知し、瞬時に攻撃を放って封印する能力を持つ。イデアの建造にはホラーにとっての聖なる岩である真魔界の巨岩石が必要となり、さらに駆動するための燃料として人間の生命を用いる。
白い傘のようなものの下に魔導列車のオブジェ、その下にギャノンが配置され、球状のものに覆われた形をしており、最終的には巨大兵器へと姿を変える。鋼牙はシグマによりイデア建造のため、満月の魔力の代わりに素材としてイデアの核であるギャノンの骸の中へと吸い込まれている。
真魔界に巨大な球状のコアが到達し、4つの巨岩石の元へたどり着くとそれらと反応し巨大な兵器の姿に変形、現れた無数のホラーを一撃で消し去ったが復活したギャノンに取り込まれる。その際には全身が赤く変色し、ところどころから触手を出したり、脚部を破壊されても瞬時に再生する能力を有するようになった。
最終的に核を守っている魔導列車のオブジェの部分を鋼牙に破壊され、そこから無数の光矢流星を受けて破壊された。
鉄騎
第16話でシグマが魔戒騎士を葬るための刺客として使用した、人間の顔を模した頭部を持つ鳥のような巨大な号竜の発展系である魔戒獣。刃を備えた2本の腕を武器とする。
魔戒騎士・桑折と助太刀に入った零によって機能を停止させられるが投げ返された血のついた破片から血をとり込み再び起動、二人の隙を突き長く伸びる先端が尖った舌で桑折を殺害、鎧を召還した零に追い詰められるも刻印の痛みにより止めを免れ逃走した。
後に体を構成する魔界の石の波動を追跡した零と鋼牙に機能を停止した状態で発見され、現れたシグマに「失敗作」として破壊された。
18話で完成版と思われる鉄騎2匹がラテスを追跡した鋼牙への刺客として差し向けられた。
イデアがギャノンによって乗っ取られた後、2匹がギャノンの下僕として産み落とされたが零によって2匹とも倒された。
『魔戒烈伝』第5話「騎士道」にも登場。
ジャアク
シグマがホラーの血を操って魔戒騎士が纏う鎧の輝きを赤い左腕から吸収し、相手の鎧によく似た漆黒の鎧を創り出し纏う術。
牙狼との戦いで使用したほか、レオが鎧を譲渡しようとした際には、狼怒もコピーした。
相手の鎧と互角の力を持つが、その正体は相手の鎧の影であり、相手が鎧を解除すれば同じく解除されてしまう。
ちなみに牙狼の鎧をコピーしたときの登場シーンには「呀狼」「邪悪」の文字が背景に浮かんでいた。

### ホラー
※括弧内は登場話数。
シガレイン（#01）
骨董店に陳列されていた古いライターをゲートとして出現し、人間を誑かす煙草ホラー。
ライターを盗み出し、その直後に金絡みで仲間のヤクザに殺されかけていたチンピラ・阿南英一の生への執着心に反応して憑依した。
ヤクザたちを全員返り討ちにして殺害した後、街へ出た後は 煙草やライターの火を欲しがる獲物に言葉巧みに近づき、火の粉にして捕食する。鋼牙さえも甘言で丸め込もうとするが、通用しないと悟るや本性を表した。
人間体のままでもライターを武器の金属片に変えて操ったり、人体を時間差で爆破するなど高い戦闘力を見せる。真の姿では、右腕の銃から放つ強力な火弾を武器とする他、身体をボール状に変形して攻撃することもできる。
最後は小さな火の玉になり、中に映し出された阿南が命乞いしたが、聞き入れられなかった。
ルーザギン（#02）
昔、処刑場だった跡の公園に設置されていた街灯をゲートとして出現した、光を操る街灯ホラー。
気に入った男性を殺害してはその死体を愛でていたホームレス・一貝志乃の独占欲に反応し、憑依した。
妖艶な美女の姿で男性を街灯に誘き寄せ、気に入らなかった場合は影から捕食し、気に入った場合は街灯内の異空間に閉じ込め、徹底的にいたぶり楽しんだ後に殺害し、肉体を冷凍してコレクションにしていた。鋼牙のことは、「完璧すぎて面白みが無い」「一緒にいたら疲れる顔をしている」と嘯いて喰らおうとした。
「男は街灯の灯りに群がる蛾みたいに私の美貌に夢中になる」と豪語するほどに自身の美貌に自信を持っていたが、空間内部の街灯を破壊されたことでコレクションが全て消滅し、復讐のために鋼牙に襲い掛かった。
人間時は街灯の光を使って瞬間移動しながら両手の指から発する高熱と怪力で攻撃する。真の姿では両肩と両掌から火炎弾を発射して攻撃し、4本の足と腕を活用した戦法で正面には一切隙が無い。
牙狼に背後を取られてしまい、最後は彼女自身も光を求めながら消滅した。
メルギス（#03）
「ホラー討伐」「東の管轄へ最高傑作の号竜であるコルトの納品」という命令をそれぞれ受け、共に車で移動していた鋼牙とレオの前に現れたホラー。赤い枯れ木のような外見で両手から電撃を纏った高熱の火球を発射して攻撃する。トンネルが昼夜問わず暗闇であることから、そこに潜み人々を襲っていたらしいが詳細は不明。
鋼牙にコルトの力を見せようとレオが迎え撃ち、起動したコルトに自身の血を与え号竜としての能力を魔戒の術を用いて引き出すことで容易く撃破した。
邪輪号竜（#03）
メルギスを討伐した際、レオが自らの血を与えてしまったことによってホラーの本能が呼び覚まされてしまい、ツーリングに来ていた人間のバイクに憑依して暴れ始めたコルト。触手のほか、術でホラーとしての覚醒を促されたときは腕や脚、翼が出現した。
車体には黒尽くめの搭乗者が乗っているが、これはバイクに憑依したコルトが通りすがりの人間から作り出した幻影のようなものであり、引きずり降ろしても消滅して即座に新しい搭乗者が作り出されてしまう。
元の号竜に戻すため、「あえてホラーとして覚醒させその際に生まれる核を攻撃する」という危険度の高い行為を行い、レオが術によりホラーとしての覚醒を促した。そのためにバイクから羽を生やし、走りながら触手を使って、追いかけてくる鋼牙と轟天との激しい戦いを繰り広げた。
鋼牙を轟天から叩き落とした後、自爆してでもコルトを止めようとするレオによって彼の前へ誘き寄せられるが、レオへ突っ込もうとする直前、バイクの正面へ回り込んだ鋼牙によって核のあるヘッドライトを貫かれ、完全にホラーになる前にバイクと分離した。
ゲノジカ（#04）
闇カジノの壁にかけられたアンティーク調のトランプのジョーカーをゲートに出現した、ギャンブル好きのホラー。
ギャンブラー・キッドに憑依し、西の果ての小さな孤島に建てられた古城で闇カジノを運営していた。下級ホラーが憑依した店員やディーラーを自らの部下にしており、自身は邪気を消して挑戦者の1人として参加している。
招待状でおびき寄せたギャンブラーたちに命を担保にしたポーカーをプレイさせ、持ち金（命）の残りを蝋燭で表示した上で、負けた相手を次々とカード状にして結界内の異空間に捕獲する。そして最後の最後でわざと負け、勝利の喜びに満ちた勝者も「究極の美味」と称して捕獲・捕食していた。また、掛け金が足りなければ相手が最も大事にしている者の命をも担保にし、負けた場合は一緒に捕獲してしまう。
鋼牙とザルバにゲートとなったカードを使い、さらにジョーカーを加えての最後の勝負を持ちかけられ完全な敗北を味わわせようとしたが、ジョーカーを破壊されたことで結界が破れ、捕らわれたギャンブラーたちも解放されてしまう。その行いに憤慨し、部下とともに実力行使に出るが、部下たちを全滅させられた後、最後は拳で天高く突き飛ばされた挙句に斬り裂かれて消滅した。
デスホール（#05）
ザルバ曰く、「ある種のゲートを落とし穴にし獲物を次々と魔界のホラーに喰らわせる面倒見のいいホラー」で、ホラーの中でも特殊なタイプ。
画家になる夢に破れて小さな鋳造所を営みながらマンホールの蓋で芸術を表現する男・黄島宏二が鋳造した、マンホールの蓋をゲートとして出現した。
通りすがりのOLをマンホール内に落として憑依すると、黄島を言葉巧みに誑かすことで新たなゲートとなるマンホールの蓋を多数製作させ、それを町中のマンホールの蓋と交換し、踏んだ人間を獲物として次々と魔界に引きずり込んでいた。最終的には、町そのものをゲートにして魔界から仲間たちを招くつもりだった。
人間態ではマンホールと体術を駆使し、ホラー態ではリング状の投擲武器で鋼牙と戦うが、烈火炎装によって瞬殺された。
その後、デスホールに利用されていた黄島も、かつて自らの芸術を罵倒したために殺害した妻 真弓の怨霊に襲われ、死亡した。
レベッカ（#08）
零が戦っていたホラー。鉄塊のような外見で、頭部から金属の触手を伸ばして攻撃する。警備員に憑依していたが、零にあっけなく倒された。
カゲミツ（#08）
日本刀に憑依したホラー。妖刀となった自らに魅せられた人間に辻斬りを促し、犠牲者の血を吸っていた。
かつて江戸時代の日本で人斬り右京と呼ばれた男を利用していたが、その右京が余命僅かな剣客・猪狩重蔵に斬られたため、重蔵の命を助ける代わりに刀に血を吸わせる契約を交わし、数百年の時間をかけて重蔵の死体を蘇らせ、現代の日本で活動を再開した。
しかし、契約は交わしたものの、ただ人を斬るのではなく強い者と戦いたいという望みを持つ重蔵とは利害が一致せず、零の姿を偶然目撃した重蔵が彼に勝負を挑もうとしたため、契約を破れば死ぬと脅迫する。だが、重蔵が自らを貫いて刀に自分の血を吸わせた結果、ソウルメタルを操れるほどの力と強い意志を持つ重蔵の魂に乗っ取られてしまった。
本来は実体を待たないホラーだが、零との決戦で重蔵が自身の体を器にして実体化し、絶狼とも互角の剣さばきを見せた。一度目の戦いで自らが指摘した返しの未熟さを克服した絶狼に一瞬の隙を斬られ、最期に零から「最も強いのは黄金の鎧を着た者だ」と言われて悔しがるも、自身が見た最も強い者と戦えた重蔵は自らの脇差を零に託し、満足して朽ち果てた。
なお、重蔵は幼いころに魔戒騎士がホラーを狩る姿を目撃しており、それが彼の人生の大きな分岐点となったらしい。
アグトゥルス（#09）
古びた化粧箱をゲートに出現したホラー。
若かりし日の花形俳優だったころの栄光を忘れられず、年老いて引退した後も劇場で掃除人として働いていた高峯龍之介に憑依し、彼に化粧を施すことでかつての若さと昔以上の演技力を与えた後、主役の俳優でミュージシャンのJURANを捕食して自ら代役を務めた。
鋼牙との戦闘の際には、自分の衣装や舞台装置を変えながら変幻自在の芝居を用いた戦法（歌舞伎の女形、京劇など）で翻弄したが、レオの手引きで主役のライトを鋼牙に横取りされたことに憤り、真の姿で牙狼を攻撃した。しかし、すべて牙狼に躱された末にそのまま斬り倒され、龍之介も元の老人の姿に戻り消滅した。
ズフォーマー（#10）
「烈空ホラー」とも呼ばれる龍のような姿のホラー。
奇妙な岩が並び立つ雲海に潜んでいたが、ある一定の条件が揃った時間と場所にしか現れない上に動きが非常に素早く捉え辛いらしく、鋼牙はレオの作った新しい魔導具で動きを感知しつつ目の前に現れるのを待つことを余儀なくされた。
最後は、鋼牙の目の前に現れたところを斬られた。
ザジ（#11）
今まで黄金騎士に倒されたホラーの邪気が固まり、ホラーを模った石像の欠片をゲートに実体化した時空ホラー。厳密にはホラーではなく、英霊牙狼の言葉によれば「時空を越えて存在する邪悪な思念体」であるとのこと。
その生まれから黄金騎士に対して強い敵意を抱き、彼らの系譜を断ち切るべく行動する。右手の爪で切り裂いた空間からその場所で過去に起こったことを覗き見ることができる他、空間を転移させたり、特定の対象のみを時間の流れから切り離すなど、時空を自在に操る能力を持つ。
カオルを人質に取ることで決闘を迫ったが、それは鋼牙を本気で戦わせるためであり、あくまで正々堂々と黄金騎士を倒すことが目的である。時間を操って鎧の制限時間を無くし、周囲を気にせず存分に戦える異空間へ鋼牙を招いた。
分裂して2体となり、1体目は鋼牙がかつて破滅の刻印を刻まれた場所を模した空間で爪を振るい、2体目はかつて魔戒騎士がホラーを倒していた闘技場で今まで鋼牙に倒されたホラーの邪気を剣として実体化させ、連戦で牙狼を苦戦させるが、英霊・牙狼の助言を受けた牙狼にゲートとなった像を破壊され、黄金騎士への怨嗟を口にしながら消滅した。
止めの際に切り落とされた像の欠片はゲートとなった欠片と酷似しており、過去にも同様に牙狼の称号を受け継いだ者が封印したことが示唆されている。
本作品から未来の時間軸に相当する『牙狼〈GARO〉 -魔戒ノ花-』や『牙狼〈GARO〉-魔戒烈伝-』にも登場する。
ヤシャウル（#12）
子離れできない母に反発して死亡事故が多発する交差点で自殺を試みた娘・星川ミサオの自殺を止めようとして事故に巻き込まれたパティシエールの星川敏子のミサオへの歪んだ愛情に誘われて憑依したホラー。角を備えた般若のような姿をしており、鉤爪を武器とする。
ミサオの母を慕う心と母をホラーに変えてしまった罪悪感につけ込み、彼女を言いなりにしていた。街を出る前にミサオを使って零との思い出の場所である遊園地に誘い出し、零を殺そうとしたが絶狼に斬られた。最期は零の腕の中で敏子の姿に戻り、ミサオの名を呼びながら消滅した。
ミサオは幼いころ、事故に遭いそうになったところを零に助けられており、それ以降零は敏子の経営する御菓子屋の常連客になっていた。
ライゾン（#15）
巨大な爬虫類のような二足歩行の身体に、無数の角と牙を持つ凶悪な姿をしたホラー。大きな身体を補うかのように、昆虫の足のような器官を頭部に複数備え、無数の長くしなやかな尾を伸ばして人間を捕獲・捕食する。
かつて魔戒騎士の修練場を襲い、少年時代の鋼牙とチームを組んでいた少年たちを食らった因縁の相手である。現代で鋼牙に追い詰められ、怒りをこめた剣で口から頭を斬り落とされて倒された。
セディンベイル（#17）
魔界について深い知識を持つ文字のホラー。
自在に分裂可能な魔界文字の塊のような体を持ち、本体である文字を突いて封印しない限り周囲の文字によって再生するため、攻撃が効かない。
その知識を魔戒法師が借りるために倒されることを免れ、魔導書に封印されていたが、シグマがザルバたちでも解読できない旧魔界文字で書かれた石版を解読するために魔導書を強奪し、その封印を解いた。
封印を解かれた後はホラーの気配を探っていた鋼牙と戦い、刻印の痛みに蝕まれている鋼牙をバラバラに分かれる体で翻弄するも殺された騎士の代理でセディンベイルを追っていた烈花の助太刀を受けその場を退散。その後、女性に憑依し、シグマの命に従って鋼牙の想い人であるカオルを狙ったが、鋼牙と烈花に阻止され、再び魔導書に封印される。
ギャノン（戯阿音）（#07、11、18〜24）
『暗黒騎士鎧伝』でその存在が仄めかされていた太古のホラーで、「メシアの牙」「究極のホラー」「太古の赤き魔獣」と称される。
シグマによってその骸がとある森の祠から掘り起こされ、その力の源となっていたが、彼の内に渦巻く激しい嫉妬と憎悪によって闇から呼び起こされると、逆にシグマを取り込むことで復活を遂げた。そして、「人間を喰らわせるために世界を同胞たちで満たす」という唯一の望みを果たすため、結界を通して人間界へと無数のホラーを送る。
復活以前は赤い体表の巨大な獣のような姿であったが、復活後は赤いドレスを纏った中性的な人間のような姿へと変貌している。その妖艶な姿と物言いは、高貴な存在を思わせる。
イデアをも完全に取り込んで自分の肉体としており、ホラーだけでなく号竜人やリグルなどの号竜も放つことができ、イデアの脚部を切断されても瞬時に再生する。さらに周囲を取り囲むように配置された像の口から放たれる白い光線によって浮上し、人間界へ降臨しようと目論む。
強い霊獣の波動を弱点としていることをレオに見抜かれ、レオの指示によって協力した魔戒法師と魔戒騎士が真魔界へ投げ入れられた法師たちの筆を受け取った騎士たちが魔戒剣を弓とし、魔導筆を放つ技「光矢流星」によって無数の矢を身体に受け、爆散。首だけが残って最後の抵抗を図るも、カオルの投げ入れた筆を受け取った鋼牙が放った矢を受け、完全に消滅した。
- 『白夜の魔獣』に登場したレギュレイスのようにデザインは素体ホラーの延長線上にあるが、コンセプトはレギュレイスの対極にあり、「機械」のレギュレイスに対して「肉」ということになり、鉄の黒さに対して肉の赤となっている。

### その他の関連用語
元老院（）
総ての番犬所を統括し、神官や直属の部下にホラー討伐の指令を下す、いわば番犬所の上位機関。魔界の西洋風の古城のような建物の内部に設置されている。
この機関に直属する騎士や法師は、いずれも名実ともに最強の魔戒騎士や「天才魔戒法師」と称される者たちばかりである。ラテスがそうであったように、中には自身の才能や能力への過信から礼節を弁えない者もいる。
破滅の刻印（）
赤い仮面の男/布道シグマによって魔戒騎士たちの胸に刻まれた刻印。これを刻まれた魔戒騎士は「鎧を召還する度に激痛と共に寿命が削られてゆく」といわれている。
第16話でザルバたちでも解読できない旧魔界文字が浮かび上がり、これを刻まれた魔戒騎士たちはある日全員一斉に死んでしまう可能性が示唆された。
第20話でシグマは解我生来の月が満ち魔導力が最大になった瞬間、赤く染まった左腕を月に重ねることで刻印を発動させて全ての騎士を殲滅しようとしたが、寸前で鋼牙に左腕を斬られ発動を阻まれる。
魔界竜（）
『RED REQUIEM』で初登場した魔界の獣。魔界に生息する金魚に象の鼻が生えたような生物。パチンコ版には巨大な成体が登場したが、今作にはその稚魚が登場する。火球を吐いたり群れで攻撃することもあるが、今作ではそういった活動はせず、もっぱら尾行などで活躍する。
カオル
『RED REQUIEM』で魔戒法師・烈花から送られた魔界竜の稚魚。鋼牙はこの稚魚にホラーを調査させたりしていた。第7話で逃げたシグマを追跡させた時に見つかり握り潰されてしまった。その後、第17話で烈花から新たな稚魚が送られた。
魔戒樹（）
『白夜の魔獣』で初登場した、魔界に生息する樹木。高い知能を持ち、意思の疎通も可能で、全身真っ黒の体のあちこちから無数に目を出すことができる。ホラーとは異なった存在らしく、『白夜の魔獣』に登場した魔戒樹はある程度慈愛の心を持っていた。
エリンネルグ （#06）
命を落とした戦場カメラマン・庄内眞人の戦場土産であった「変わった樹木の種」が、息子の死を受け入れられない父・庄内治と母・庄内直恵の思いに反応し、成長を遂げた魔戒樹の一種。時折女性の声でうめき声などを発する。
夫婦に満月の月光を通して息子の幻影を見せる代わりに餌となる人間を毒殺させ、自身の根元に埋めさせていたが、夫婦による零の毒殺が失敗するや否や、目を多数有する不気味な本性を現す。無数の根と枝で零を圧倒するが、真っ二つに切り裂かれ、その結果、眞人の幻も無数の写真となって消えた。その後、庄内夫婦は零に自分たちも殺してくれと懇願したが、零が聞き入れずに去った後書きかけだった息子の最後の手紙に思いを馳せながら服毒自殺した模様。
シルヴァはホラーの気配を感じ取っており、番組情報ページでは名前の前にホラーと記載されている。
霊獣（）（#10）
翼を生やした白い麒麟のような姿をした魔界の生物で、その姿を見たものには幸福が訪れると言われている他、その体に触れることが出来た場合は、その人の最も大切な人や物が見えてくると言われている。魔戒樹と同じくホラーとは異なった存在らしく、この生物の毛皮は魔導筆の穂先の原料、肝は黒苺の実で煮込めば万病に効果のある薬となるなど、様々な使い道があるようだが、勝手に狩ることは許されないとされる。
レオは、この生物を見るためにカオルと一緒に秘薬を用いて五感を高め、街に存在する霊獣の獣道を探索した。
『魔戒ノ花』には雛が登場する。
オリグス（#10）
霊獣を外敵から守っている生物で、普段は半透明の球状をしているが、霊獣に危機が迫ると巨大な牙の生えた二本足の首長竜のような姿になり、口から火球を吐いて襲ってくる。
レオとカオルに襲い掛かるが、レオに霊獣を見るための儀式に用いられた剣で倒された。
宝玉の森（）
魔戒法師しか入れないとされる危険な森。第13話で邪美がザルバを直すべくレオの魔針盤を頼りにこの森の中にある巡命の滝を探索したが、既にそこにはザルバの奪取を狙うシグマが待ち構えており、邪美と激しい戦いを繰り広げた。
巡命の滝（）
宝玉の森の奥深くに存在する滝。ここから湧き出る仙水に魔導具を浸すことで内部の仙水を浄化することが出来る。
仙水（）
巡命の滝でのみ手に入れることが出来る水で、一部の魔導具の内部に使われているが、一定の時期になると穢れて使えなくなってしまうため、定期的に巡命の滝で浄化する必要がある。第13話でザルバが予想より早くこの状態に陥ったため、邪美が鋼牙の依頼でザルバを巡命の滝で浄化することになった。
修練場（）
魔戒騎士になろうとする子供が、集団で訓練を受ける場所。
4人1組でチームとなり、10日間寝食を共にして指導についた魔戒騎士から訓練を受ける。魔戒騎士になれなかった子供に騎士の名前を知られないように、訓練の間はお互いに鉢巻の色で呼び合う決まりになっている。修練場でのシーンでは番組の後提供で流れている曲に魔戒語の歌詞が付いたものが歌われており、24話のラストでは同曲に日本語の歌詞が付いた歌が流れていた。
紅蓮の森（）
テレビシリーズ第1作で初登場した、陰我に満ち昼夜問わずホラーが出現する危険地帯、血に染まりし者を浄化するヴァランカスの実とそれを宿しているホラーを倒すための存在・グラウ竜がいる森。
霊獣の毛皮を奪ったラテスを追跡した鋼牙はここにたどり着き、ラテスの術によりこの森の地下にある大量のホラーの蠢く洞窟に落とされるも、轟天と烈火炎装で窮地を切り抜けた。
珀岩の谷
紅蓮の森の奥深くにある谷。ラテスがシグマに霊獣の毛皮を受け渡した後、殺された場所。
ギャノンの骸が掘り起こされた場所でもあり、魔導列車を破壊されたシグマはイデアの核へ鋼牙を取り込み、ここから真魔界へと向かった。
ギャノンが復活した後は駆けつけた魔戒法師たちが集い、ここからギャノンと戦う魔戒騎士たちを援護した。
解我生来の月
特殊な効果を与える日の満月。魔導力を身につけた者にとっては無限の力を与える月という言い伝えがある。シグマはこの秘法が書かれた石版を解き明かすためにセディンベイルを開放した。
魔導列車
真魔界に行くことができる、先頭部分に顔のようなオブジェがある空飛ぶ列車。
鍵を押すと鍵が光を放ち、護衛らしき者たちが並ぶ水路のような場所から、せり上がって出現し、鍵の元まで飛んでくる。ソケットに鍵をセットすると内部の窓が光って動力が作動し、鍵を押し「魔導列車発進」と呟くと動かせるようになる。2階建てで、内装の空間は周囲が歪んで見え、教会や式場をおもわせるような造りになっており、シャンデリアのある車両もあった。鋼牙とシグマの戦いの末、墜落してバラバラになったが、先頭のオブジェはイデアの一部として使用された。
- 『白夜の魔獣』の時点でデザインされており、レギュレイスと合体する構想が存在した。

哭竜（）
シグマの術で発生した空間に出現したもの。噛み付きや体当たりのほか、体が刃の付いた回転する玉になり、それを飛ばす攻撃を行った。札の付いた玉を破壊することで消え去る。
『暗黒騎士鎧伝』にも登場したが関連性は不明。
金色の術
ギャノンに取り込まれた鋼牙を救うために邪美と烈花が使用した術。この術を使用することで、心を支配されることなくホラーの骸の中に侵入することができる。使用中は頭上の光によって制限時間が表示され、その光が完全に消えてしまうとホラーの骸に吸収されてしまう。
光矢流星（）
魔戒騎士と魔戒法師の協力技。魔戒騎士の魔戒剣を弓として、魔戒法師の魔導筆を矢の如く放つ。この技でイデアの核を破壊し、ギャノンに止めを刺した。また、魔導筆でなくとも霊獣の波動を帯びた筆なら代用可能であると思われる。
約束の地　
ガジャリの身体の一部がある地域、破滅の刻印から騎士を救うためガジャリと契約した鋼牙はこの地でガジャリの体の一部を探さなければならない。詳細は 牙狼〈GARO〉 〜蒼哭ノ魔竜〜を参照。

## スタッフ
- 原作・総監督 - 雨宮慶太
- エグゼクティヴプロデューサー - 二宮清隆
- プロデューサー - 沖元良、夏井佳奈子、比嘉一郎
- 脚本 - 江良至、井上敏樹、小林靖子、藤平久子、小林雄次、田口恵、横山誠、雨宮慶太
- 設定 - 田口恵
- アクション監督 - 横山誠(AAC STUNTS)、大橋明
- VFX/CG - オムニバスジャパン
- 音楽プロデューサー - 井上俊次
- 音楽 - 栗山善親、寺田志保
- 監督 - 雨宮慶太、横山誠、金田龍、小坂一順
- セカンドユニット監督 - 坂本浩一（第3話）
- 協力 - クラウド
- 制作 - 東北新社、オムニバス・ジャパン
- 製作 - 東北新社
- カースタント - 武士レーシング

## キャスト

### レギュラー・準レギュラー
- 冴島鋼牙 - 小西遼生
- 御月カオル - 肘井美佳
- 涼邑零 - 藤田玲
- 布道レオ - 中村織央
- 山刀翼 - 山本匠馬
- 邪美 - さとうやすえ
- 烈花 - 松山メアリ
- シグト - 倉貫匡弘
- 倉橋ゴンザ - 螢雪次朗
- 元老院の神官・グレス - ひし美ゆり子
- 布道シグマ（赤い仮面の男） - 中村織央（2役）
- ギギ - 江口ヒロミ

### 声の出演
- 魔導輪ザルバ - 影山ヒロノブ
- 魔導具シルヴァ、魔導具ウルバ、魔導具エルバ - 折笠愛
- 魔導輪ゴルバ - 緒方賢一
- ホラー  - 西凛太朗
- 街灯ホラールーザギン - 西凛太朗 (2)
- 英霊・牙狼 - 西凜太朗 (11)
- 時空ホラー・ザジ - 天野ひろゆき (11)
- ガジャリ - 大友龍三郎

### スーツアクター
- 黄金騎士ガロ、雷鳴騎士バロン[62] - 伊藤慎
- 銀牙騎士ゼロ - 和田三四郎
- 雷鳴騎士バロン - 荒川真[62]
- 煙草ホラー シガレイン、ホラーメルギス、ホラーゲノジカ、ゲートホラー デルボ - 下尾浩章

### ゲスト
- 越村 - 島津健太郎 (1)
- 片桐 - 谷本一 (1)
- 酔った女 - 菊井亜希 (1)
- 越村の配下 - 大橋明、高野ひろき、白井康貴 (1)
- 拷問のプロ - 下尾浩章 (1)
- 片桐の愛人 - 沖田杏梨 (1)
- 阿南英一 - 竹中直人 (1)
- 祐輔 - 小堀智弘 (2)
- 純一 - 間島亮 (2)
- 秀行 - 熊川雄大 (2)
- スケボーの若者A - 白井康貴 (2)
- スケボーの若者B - 伊藤慎 (2)
- 田村孝行 - 山本卓也 (2)
- 忍田諒一  - 北山雅康 (2,7,17)
- 一貝志乃 - 広田レオナ (2)
- 由美 - 柚月美穂 (4)
- カジノガール - マンイーター (4)
- リリカ - 山本彩乃 （4）
- ビッグママ - 佐藤直子 (4)
- ディーラー - 久米田彩 (4)
- イチロー - 坂本真 (4)
- キッド - 村上幸平 (4)
- 黄島宏二 - なだぎ武 (5)
- 黒服の女 - 江口ヒロミ (5)
- 黄島真弓 - 久米田彩 (5)
- 青木久 - 矢柴俊博 (5)
- 天使 - 片桐えりりか (5)
- 男A - 川嶋秀明 (5)
- 男B - 五刀剛 (5)
- 作業員A - 兒玉宜勝 (5)
- 作業員B - 相楽清仁 (5)
- 店長 - 蒲生純一 (5)
- 庄内眞人 - 高野八誠 (6)
- 庄内治 - 小松政夫 (6)
- 庄内直恵 - 松金よね子 (6)
- 魔戒法師ラテス - 木下ほうか (7,18)
- 猪狩重蔵 - 大友康平 (8)
- 人斬り右京 - 岡本美登 (8)
- 尼僧 - 肘井美佳 (8)
- 佐助 - 螢雪次朗 (8)
- 高峯龍之介 - 川崎麻世 (9)
- JURAN - 久保田悠来 (9)
- 舞台監督 - 諏訪太朗 (9)
- 敵役の役者 - 川本淳市 (9)
- 星川ミサオ - 水沢奈子 (12)
- 星川敏子 - いしのようこ (12)
- 四十万ワタル - 松田賢二 (14,15,18,22 - 24)
- 日向 - 富田稔 (14)
- 冴島鋼牙（幼少時）/ シロ - 澤畠流星 (15)
- ムラサキ / 布道シグマ（幼少時） - 田口司 (15,19)
- アカネ - 福本晟也 (15)
- ヤマブキ - 原田賢人 (15)
- クロ - 泉大智 (15)
- 魔戒騎士・桑折[31] - 前田浩 (16)
- 女 - 亜紗美 (17)
- 大村 - 諌山幸治 (18)
- 布道レオ（幼少時） - 田口司 (19)
- 布道ゴウキ - 伴大介 (19)
- ミオ - 吉野紗香 (19, 24)
- 多賀城信義 - 田中要次 (20, 21, 23)
- ギャノン（人間態）- ピーター (22 - 24)

## 主題歌
オープニングテーマ
「GARO -MAKAI SENKI- with JAM project」（第1話 - 第7話、第9話 - 第12話）
作曲 - 栗山善親、寺田志保
※オフボーカル曲。第8話では未使用。
「我が名は牙狼」（第13話 - 第23話）
作詞 - 影山ヒロノブ / 作曲 - 影山ヒロノブ、ヒカルド・クルーズ / 編曲 - 須藤賢一 / 歌 - JAM Project（影山ヒロノブ、遠藤正明、きただにひろし、奥井雅美、福山芳樹、ヒカルド・クルーズ）
※第23話では2番の歌詞を使用。挿入歌としても使用。
エンディングテーマ
「PREDESTINATION」（第1話 - 第12話）
作詞・作曲 - 奥井雅美 / 編曲 - 高田暁 / 歌 - JAM Project feat.奥井雅美
「PROMISE〜Without you〜」（第13話 - 第23話）
作詞・作曲 - 奥井雅美 / 編曲 - 須藤賢一 / 歌 - JAM Project featuring 奥井雅美

## 各話リスト
| 話数     | サブタイトル                       | 敵                                        | 脚本            | 監督     |
| -------- | ---------------------------------- | ----------------------------------------- | --------------- | -------- |
| 第1話    | 火花                               | シガレイン                                | 江良至 雨宮慶太 | 雨宮慶太 |
| 第2話    | 街灯                               | ルーザギン                                | 江良至          | 横山誠   |
| 第3話    | 車輪                               | メルギス、邪輪号竜                        | 田口恵 横山誠   | 横山誠   |
| 第4話    | 切札                               | ゲノジカ                                  | 井上敏樹        | 横山誠   |
| 第5話    | 奈落                               | デスホール                                | 小林靖子        | 雨宮慶太 |
| 第6話    | 手紙                               | エリンネルグ                              | 江良至 雨宮慶太 | 金田龍   |
| 第7話    | 閃光                               | ギャノン（骸）、ジャアク                  | 江良至 雨宮慶太 | 雨宮慶太 |
| 第8話    | 妖刀                               | レベッカ、カゲミツ                        | 江良至          | 横山誠   |
| 第9話    | 化粧                               | アグトゥルス                              | 藤平久子        | 雨宮慶太 |
| 第10話   | 秘密                               | ズフォーマー、オリグス                    | 雨宮慶太        | 雨宮慶太 |
| 第11話   | 咆哮                               | ザジ、ギャノン（骸）                      | 雨宮慶太        | 雨宮慶太 |
| 第12話   | 果実                               | ヤシャウル                                | 田口恵          | 金田龍   |
| 第13話   | 仙水                               | 黒装束の男                                | 小林雄次 田口恵 | 小坂一順 |
| 第14話   | 再会                               | ―                                         | 江良至          | 横山誠   |
| 第15話   | 同胞                               | ライゾン                                  | 江良至          | 横山誠   |
| 第16話   | 仮面                               | 鉄騎、号竜人、リグル                      | 江良至 雨宮慶太 | 雨宮慶太 |
| 第17話   | 赤筆                               | セディンベイル                            | 江良至 雨宮慶太 | 雨宮慶太 |
| 第18話   | 群獣                               | ギャノン（骸）、号竜人 鉄騎、素体ホラー   | 江良至 雨宮慶太 | 横山誠   |
| 第19話   | 楽園                               | ギャノン（骸）                            | 江良至 雨宮慶太 | 雨宮慶太 |
| 第20話   | 列車                               | ギャノン（骸）、号竜人                    | 江良至 雨宮慶太 | 横山誠   |
| 第21話   | 牙城                               | ギャノン（骸）、哭竜                      | 江良至 雨宮慶太 | 雨宮慶太 |
| 第22話   | 盟友                               | ギャノン、号竜人 ギギ、素体ホラー         | 江良至 雨宮慶太 | 雨宮慶太 |
| 第23話   | 金色                               | ギャノン、号竜人 鉄騎、リグル、素体ホラー | 江良至 雨宮慶太 | 雨宮慶太 |
| 第24話   | 時代                               | ギャノン                                  | 江良至 雨宮慶太 | 雨宮慶太 |
| SP総集編 | 我が名は牙狼 -冴島鋼牙 戦いの軌跡- |                                           |                 |          |

## 放送局
| 放送地域       | 放送局         | 放送期間                      | 放送日時           | 系列           |
| -------------- | -------------- | ----------------------------- | ------------------ | -------------- |
| 関東広域圏     | テレビ東京     | 2011年10月6日 - 2012年3月29日 | 木曜 25:45 - 26:15 | テレビ東京系列 |
| 福岡県         | TVQ九州放送    | 2011年10月6日 - 2012年3月29日 | 木曜 25:53 - 26:23 | テレビ東京系列 |
| 北海道         | テレビ北海道   | 2011年10月7日 - 2012年3月30日 | 金曜 26:00 - 26:30 | テレビ東京系列 |
| 大阪府         | テレビ大阪     | 2011年10月11日 - 2012年4月3日 | 火曜 25:30 - 26:00 | テレビ東京系列 |
| 岡山県・香川県 | テレビせとうち | 2011年10月12日 - 2012年4月4日 | 水曜 25:18 - 25:48 | テレビ東京系列 |
| 愛知県         | テレビ愛知     | 2011年10月12日 - 2012年4月4日 | 水曜 25:30 - 26:00 | テレビ東京系列 |
| 石川県         | テレビ金沢     | 2011年11月3日 - 2012年4月26日 | 木曜 25:49 - 26:19 | 日本テレビ系列 |

## 関連商品

### DVD・Blu-ray
2012年に全7巻でBlue-rayがポニーキャニオンから発売された。
2013年3月20日にDVDとBlue-rayそれぞれのBOXがポニーキャニオンから発売された。

### CD
「我が名は牙狼」
2012年1月25日にランティスから発売された本作の主題歌を収録したJAM Projectのシングル。本作の後期オープニングとエンディング2曲を収録している。
「牙狼＜GARO＞黄金歌集　牙狼魂」
2013年9月25日にランティスから発売された、牙狼シリーズのベストアルバム。他の作品の主題歌とともに、影山ヒロノブが担当した本作の主題歌が収録されている。

### フィギュア
本作で初登場したジャアク、雷鳴騎士破狼、閃光騎士狼怒、魔導馬疾風が商品化されている。

### その他
本作の15話「同胞」にて登場した心魂剣が商品化されている。

## パチンコ
2012年4月にサンセイR&Dから本作のタイアップ機であるパチンコ『CR牙狼魔戒閃騎鋼』が発売された。